# Ipochira leitensis
Ipochira leitensis là một loài bọ cánh cứng trong họ Cerambycidae.